# Leuconoe
Leuconoe és un subgènere de ratpenats del gènere Myotis, dins de la família dels vespertiliònids. Aquest grup conté una quarantena d'espècies que, en comparació amb altres ratpenats del mateix gènere, es caracteritzen per tenir els peus relativament grans, les cames peludes, un plagiopatagi petit i una preferència per buscar aliment a la superfície de l'aigua.